# Puerto Lleras
Puerto Lleras é um município da Colômbia, localizado no departamento de Meta.